# Safiye Yankı
Safiye Yankı (* 4. November 1950 in Bergama; † 18. März 2013 in Istanbul) war eine türkische Schauspielerin.

## Leben und Karriere
Yankı wurde am 4. November 1950 in Bergama geboren. Sie ist die Schwester der Sängerin Semiha Yankı. Ihr Debüt gab sie 1971 in dem Film Belanın Kralı. Anschließend war sie in Beş Hergele zu sehen. 
Unter anderem wurde sie für den Film Üç Kabadayı gecastet. 1972 setzte Yankı ihre Karriere in Süper Adam İstanbul'da fort. Im selben Jahr bekam sie in dem Film Uçan Kız eine Hauptrolle.
Yankı starb am 18. März 2013 im Alter von 62 Jahren in  Istanbul.

## Filmografie (Auswahl)
- 1971: Belanın Kralı
- 1971: Beş Hergele
- 1971: Maskeli Üçler
- 1971: Üç Kabadayı
- 1972: Şafakta Vuruşanlar
- 1972: Kara Bela
- 1972: Öldüren Şarkı
- 1972: Ahmet Çavuş
- 1972: Süper Adam İstanbul'da
- 1972: Uçan Kız